# Vuelta a España 2008/2. Etappe
| Ergebnis der 2. Etappe            | Ergebnis der 2. Etappe | Ergebnis der 2. Etappe | Ergebnis der 2. Etappe | Ergebnis der 2. Etappe |
| --------------------------------- | ---------------------- | ---------------------- | ---------------------- | ---------------------- |
| Etappensieger                     | Spanien                | Alejandro Valverde     | GCE                    | 4:23:00 h              |
| Zweiter                           | Italien                | Davide Rebellin        | GST                    | + 0:02 min             |
| Dritter                           | Italien                | Alessandro Ballan      | LAM                    | gl. Zeit               |
| Vierter                           | Belgien                | Greg van Avermaet      | SIL                    | gl. Zeit               |
| Fünfter                           | Italien                | Filippo Pozzato        | LIQ                    | gl. Zeit               |
| Sechster                          | Italien                | Rinaldo Nocentini      | ALM                    | gl. Zeit               |
| Siebter                           | Deutschland            | Erik Zabel             | MRM                    | gl. Zeit               |
| Achter                            | Italien                | Paolo Bettini          | QST                    | gl. Zeit               |
| Neunter                           | Belgien                | Philippe Gilbert       | FDJ                    | gl. Zeit               |
| Zehnter                           | Spanien                | Xavier Florencio       | BTL                    | gl. Zeit               |
| Zwischenstände nach der 2. Etappe |                        |                        |                        |                        |
| Gesamtwertung                     | Spanien                | Alejandro Valverde     | GCE                    | 4:31:10 h              |
| Zweiter                           | Italien                | Filippo Pozzato        | LIQ                    | + 0:13 min             |
| Dritter                           | Italien                | Daniele Bennati        | LIQ                    | gl. Zeit               |
| Punktwertung                      | Spanien                | Alejandro Valverde     | GCE                    | 25 P.                  |
| Zweiter                           | Italien                | Davide Rebellin        | GST                    | 20 P.                  |
| Dritter                           | Italien                | Alessandro Ballan      | LAM                    | 16 P.                  |
| Bergwertung                       | Spanien                | Jesus Rosendo          | ACA                    | 6 P.                   |
| Zweiter                           | Frankreich             | Cyril Lemoine          | C.A                    | 4 P.                   |
| Dritter                           | Russland               | Michail Ignatjew       | TCS                    | 2 P.                   |
| Kombinationswertung               | Spanien                | Egoi Martínez          | EUS                    | 20 P.                  |
| Zweiter                           | Spanien                | Jesus Rosendo          | ACA                    | 177 P.                 |
| Dritter                           | Russland               | Michail Ignatjew       | TCS                    | 193 P.                 |
| Teamwertung                       | Spanien                | Caisse d’Epargne       | GCE                    | 13:17:34               |
| Zweiter                           | Spanien                | Euskaltel-Euskadi      | EUS                    | + 0:01 min             |
| Dritter                           | Belgien                | Quick Step             | QST                    | + 0:03 min             |

Die 2. Etappe der Vuelta a España 2008 am 31. August führte über 176,3 Kilometer von Granada nach Jaén. Dabei waren zwei Sprintwertungen und eine Bergwertung der 3. Kategorie zu absolvieren.
Nach dem kurzen Mannschaftszeitfahren am Vortag fand heute die erste richtige Etappe statt. Wie es zu erwarten war, gab es von Beginn an einige Bemühungen von vor allem den spanischen Teams, eine Fluchtgruppe zu Stande zu bringen. Dies gelang nach fünf Kilometern Egoi Martínez und Jesus Rosendo, denen sich kurz darauf Cyril Lemoine und Michail Ignatjew anschlossen. Das Quartett konnte einen maximalen Vorsprung von vier Minuten herausfahren. Mehr ließ das Feld, angeführt von der Mannschaft des Gesamtführenden Liquigas, nicht zu. So konnten sich die Ausreißer die erste Sprintwertung und die einzige Bergwertung des Tages sichern. Letztere gewann Rosendo, der sich damit das erste Rote Trikot des Führenden in der Bergwertung sicherte. Als der Vorsprung schmolz, griff Martínez aus dem Quartett heraus an und konnte sich wiederum mit Rosendo absetzen, so dass dieses Duo nun die Spitze bildete. 22 Kilometer vor dem Ziel attackierte Martínez erneut, doch lange hatte er als Solist keinen Erfolg und wurde vom Feld eingeholt. Vor dem zweiten Zwischensprint setzte sich erneut ein Duo ab und gewann diesen: Mauricio Ardila und Xabier Zandio. Der Rennverlauf wurde immer unruhiger, es gab viele Attacken. Diese blieben aber allesamt erfolglos und es kam zu einem Massensprint. Auch der Zielsprint war nicht weniger lebhaft und so versuchten einige Fahrer das Ziel als Ausreißer zu erreichen. Alejandro Valverde gelang dies schließlich und er gewann mit einem Vorsprung von zwei Sekunden vor dem Feld. Mit der zusätzlichen Zeitgutschrift von 20 Sekunden und 25 Punkten für den Tagessieger konnte er außerdem das Goldene Trikot und auch das Rote Trikot des Punktbesten übernehmen. Erster Führender in der Kombinationswertung war Egoi Martínez.

## Sprintwertungen
- 1. Zwischensprint bei ca. Kilometer 132 (m ü. NN)

| Erster  | Spanien  | Egoi Martínez    | EUS | 4 P. |
| Zweiter | Spanien  | Jesus Rosendo    | ACA | 2 P. |
| Dritter | Russland | Michail Ignatjew | TCS | 1 P. |
- 2. Zwischensprint bei ca. Kilometer 157 (m ü. NN)

| Erster  | Kolumbien | Mauricio Ardila | RAB | 4 P. |
| Zweiter | Spanien   | Xabier Zandio   | GCE | 2 P. |
| Dritter | Spanien   | Íñigo Landaluze | EUS | 1 P. |
- Zielankunft in Jaén (530 m ü. NN)

| Erster   | Spanien     | Alejandro Valverde | GCE | 25 P. |
| Zweiter  | Italien     | Davide Rebellin    | GST | 20 P. |
| Dritter  | Italien     | Alessandro Ballan  | LAM | 16 P. |
| Vierter  | Belgien     | Greg van Avermaet  | SIL | 14 P. |
| Fünfter  | Italien     | Filippo Pozzato    | LIQ | 12 P. |
| Sechster | Italien     | Rinaldo Nocentini  | ALM | 10 P. |
| Siebter  | Deutschland | Erik Zabel         | MRM | 9 P.  |
| Achter   | Italien     | Paolo Bettini      | QST | 8 P.  |
| Neunter  | Belgien     | Philippe Gilbert   | FDJ | 7 P.  |
| Zehnter  | Spanien     | Xavier Florencio   | BTL | 6 P.  |
| 11.      | Irland      | Nicolas Roche      | C.A | 5 P.  |
| 12.      | Deutschland | Stefan Schumacher  | GST | 4 P.  |
| 13.      | Kolumbien   | Leonardo Duque     | COF | 3 P.  |
| 14.      | Russland    | Dmitriy Kozontchuk | RAB | 2 P.  |
| 15.      | Australien  | Matthew Lloyd      | SIL | 1 P.  |

## Bergwertungen
- Puerto de Huelma, 3. Kategorie (Kilometer 84) (m ü. NN)

| Erster  | Spanien    | Jesus Rosendo    | ACA | 6 P. |
| Zweiter | Frankreich | Cyril Lemoine    | C.A | 4 P. |
| Dritter | Russland   | Michail Ignatjew | TCS | 2 P. |
| Vierter | Spanien    | Egoi Martínez    | EUS | 1 P. |